# لاورل اسپرینگز، نیوجرسی
لاورل اسپرینگز (به انگلیسی: Laurel Springs) شهری در ایالت نیوجرسی کشور ایالات متحده آمریکا است که جمعیت آن در سرشماری سال ۲۰۱۰ میلادی، ۱٬۹۰۸ نفر بوده‌است.